# Thorkild E. Græsholt
Thorkild Ege Græsholt (født 7. april 1926, død 5. april 2017) var biskop over Lolland-Falsters Stift fra 1969 til 1996.